# Крнета, Йован
Йован Крнета (серб. Јован Крнета / Jovan Krneta, 4 мая 1992, Белград, Союзная Республика Югославия) — сербский футболист, защитник клуба «Зиря».

## Клубная карьера
Йован Крнета начинал свою карьеру в юношеской команде белградского «Партизана». Несколько раз проходил сборы с первой командой, но так и не сыграл за этот клуб ни одного официального матча. В январе 2011 года он подписал контракт с «вечным» соперником «Партизана» — «Црвеной Звездой». Большую часть первого года в новом клубе футболист набирался опыта, играя на правах аренды в «Сопоте», который являлся фарм-клубом «Црвены Звезды».
В январе 2012 года главный тренер «Црвены Звезды» Роберт Просинечки вернул Крнету в свою команду, и уже 14 марта в игре против «Смедерево» он дебютировал в сербской Супер-лиге. С «Црвеной Звездой» Крнета стал обладателем Кубка Сербии 2011/12 годов.
13 августа 2014 Крнета заключил контракт с командой «Раднички» (Крагуевац), за которую играл до конца 2014 года.
В феврале 2015 года перешёл в одесский «Черноморец», против которого во времена выступлений за «Црвену Звезду» играл в рамках матчей Лиги Европы. В УПЛ дебютировал 27 февраля в игре с «Ильичёвцем». В июне 2015 года покинул одесский клуб в связи с окончанием действия контракта.

## Международная карьера
В составе юношеской сборной Сербии выступал на чемпионат Европы среди 19-летних. По итогам турнира сербы поделили 3—4 места с ирландцами.